# Купецкая слобода
Купе́цкая слобода́ — исторический район в современном Ленинском районе Екатеринбурга, располагавшийся на правом берегу реки Исети к югу от современной улицы Малышева.

## История
Слобода возникла к югу от южного палисада деревянной Екатеринбургской крепости, расположенного вдоль современной улицы Малышева, заселялась купцами-старообрядцами. Первыми четырьмя улицами слободы стали улицы: 1-я Береговая, Аврамова, Дубровинская и Уктусская. С юга слобода была ограничена речкой Ключик (Околенка, Окулинка).
К 1736 году на слободских улицах насчитывалось 148 дворов, больше чем в какой-либо из других слобод за внешними стенами Екатеринбургской крепости (всего дворов в городе было 626). К 1740 годам территория слободы продвинулась далее на юг, за Окулинку, вплоть до южной части современного дендропарка.
В 1755 году в слободе был заложен каменный собор Сошествия Св. Духа, впоследствии имевший два придела и колокольню. Строился собор на купеческие пожертвования вплоть до начала 1790-х годов. В 1770-х годах из-за восстания Пугачёва слобода была огорожена с юга земляным валом обновлённой Екатеринбургской крепости, проходившим по линии современной улицы Куйбышева.
С конца 1780-х годов началось новое расширение Купеческой слободы, за счёт освоения городской территории вниз по Исети, осью новых кварталов стала Спасская улица. В XIX веке стала застраиваться купеческими особняками и меридиональная Архиерейская улица, а также широтные Сибирский и Александровский проспекты.